# الببوش
اَلْبَبُّوشْ أو اَلْبابُّوشْ أو غلالة هي وجبة مغربية تقليدية ساخنة، مكونها الرئيسي هو الحلزون. يتم طهي الحلزون ببطء في مرق يحتوي على أعشاب مثل الزعتر واليانسون والصمغ العربي والشفوية والكروياء والعرقسوس. يتم تحضير الطبق أحيانًا وتقديمه كحساء، يُطلق عليه المغاربة اسم "البلول". يعتبر هذا الطبق من أشهر الوجبات التقليدية في المغرب، ويزيد الإقبال عليه في فصل الشتاء لدى عربات الباعة المتجولين، حيث يُباع بأثمان في المتناول.

## أنواع الببوش

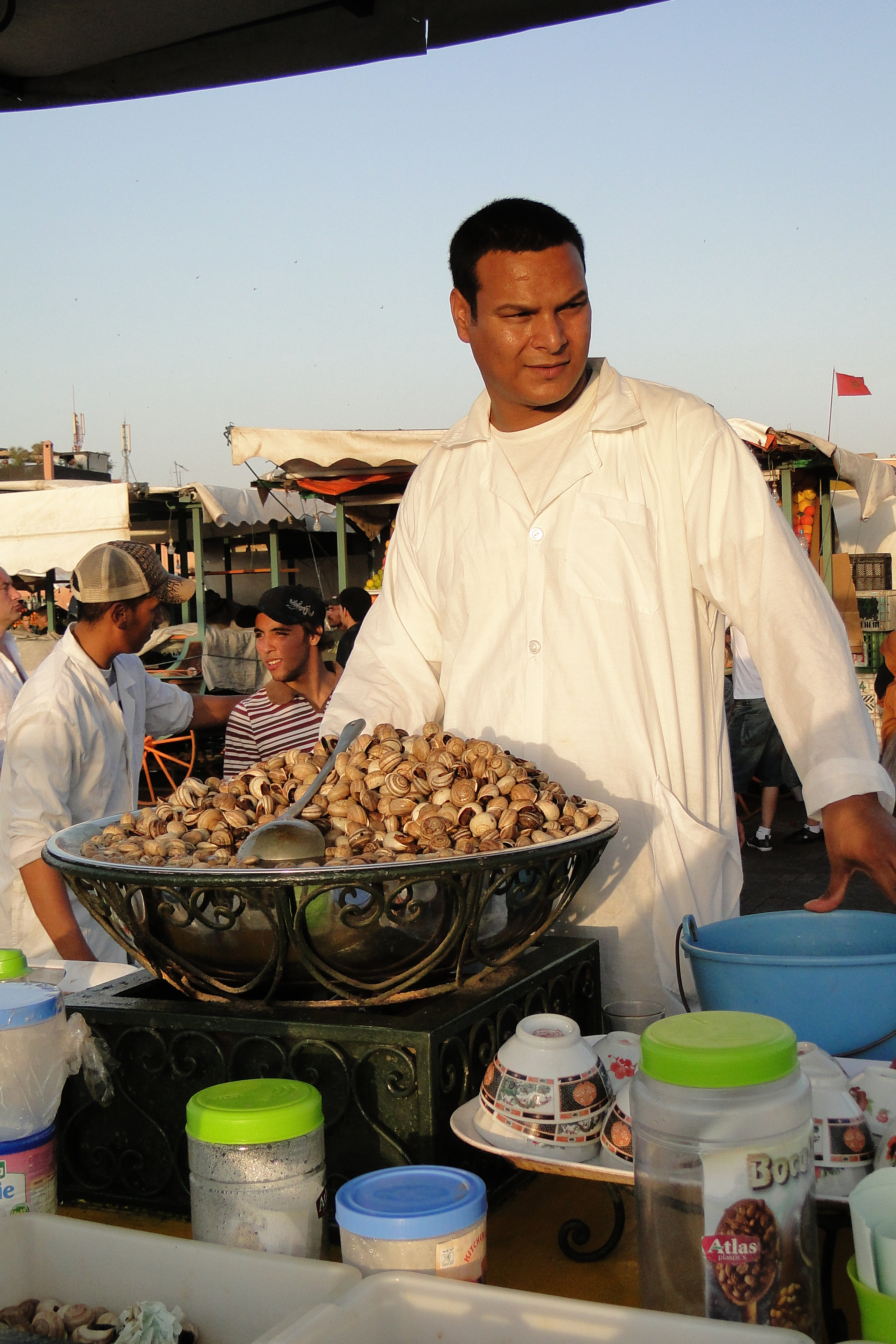
بائع ببوش في مراكش.

يعرف المغرب تنوعا في أصناف الحلزون (الببوش)، التي تختلف من حيث الحجم واللون والتوزيع الجغرافي. في المناطق الشرقية، تنتشر أنواع محلية تعرف بأسماء عامية، منها القموشة، وهو نوع صغير الحجم ذو لون أصفر، والبياضة متوسطة الحجم ذات لون أبيض. كما يوجد نوع يُعرف بـالبقري، وهو كبير الحجم ويتوفر بلونين رئيسيين: الأحمر والأبيض. وتوجد أيضًا فصيلة كبيرة الحجم تُعرف بـبوكرار، تتميز بلونها الأصفر. أما في المناطق الغربية من البلاد، فتنتشر أنواع يشار إليها محليًا بـالمراكشية.

## طريقة التحضير
يُحضَّر طبق الحلزون (الببوش) في المغرب بطرق تقليدية تتطلب مهارة وخبرة، سواء في المنازل أو من قبل الباعة المتجولين. وتبدأ عملية التحضير بمرحلة "تصويم" الحلزون، حيث يُترك ليلة كاملة في وعاء يحتوي على دقيق خشن أو نخالة، وذلك لتحفيزه على إخراج الفضلات وتنقية جهازه الهضمي.  بعد ذلك، يُغسل الحلزون عدة مرات باستخدام الماء، والملح، والخل لضمان نظافته. ثم يُوضع في قدر يحتوي على ماء ساخن، ويُطهى على نار هادئة لمدة تقارب الساعتين.
يُضاف إلى القدر مزيج من أكثر من ثلاثة عشر نوعًا من التوابل والأعشاب العطرية، من أبرزها: الزعتر، وقشور الرمان المجفف، وورق الغار، وعرقسوس، والفلفل الحار الجاف، وإكليل الجبل، ورأس الحانوت، ونبتة فليو، والقرنفل (وقعقلة)، وبذور الكزبرة اليابسة (بسيبيسة)، وغيرها.  يُقدَّم الطبق ساخنًا، مصحوبًا بمرقه العطري، ويُستخدم عود خشبي صغير (عادة خلة أسنان) لاستخراج لحم الحلزون من قوقعته قبل تناوله

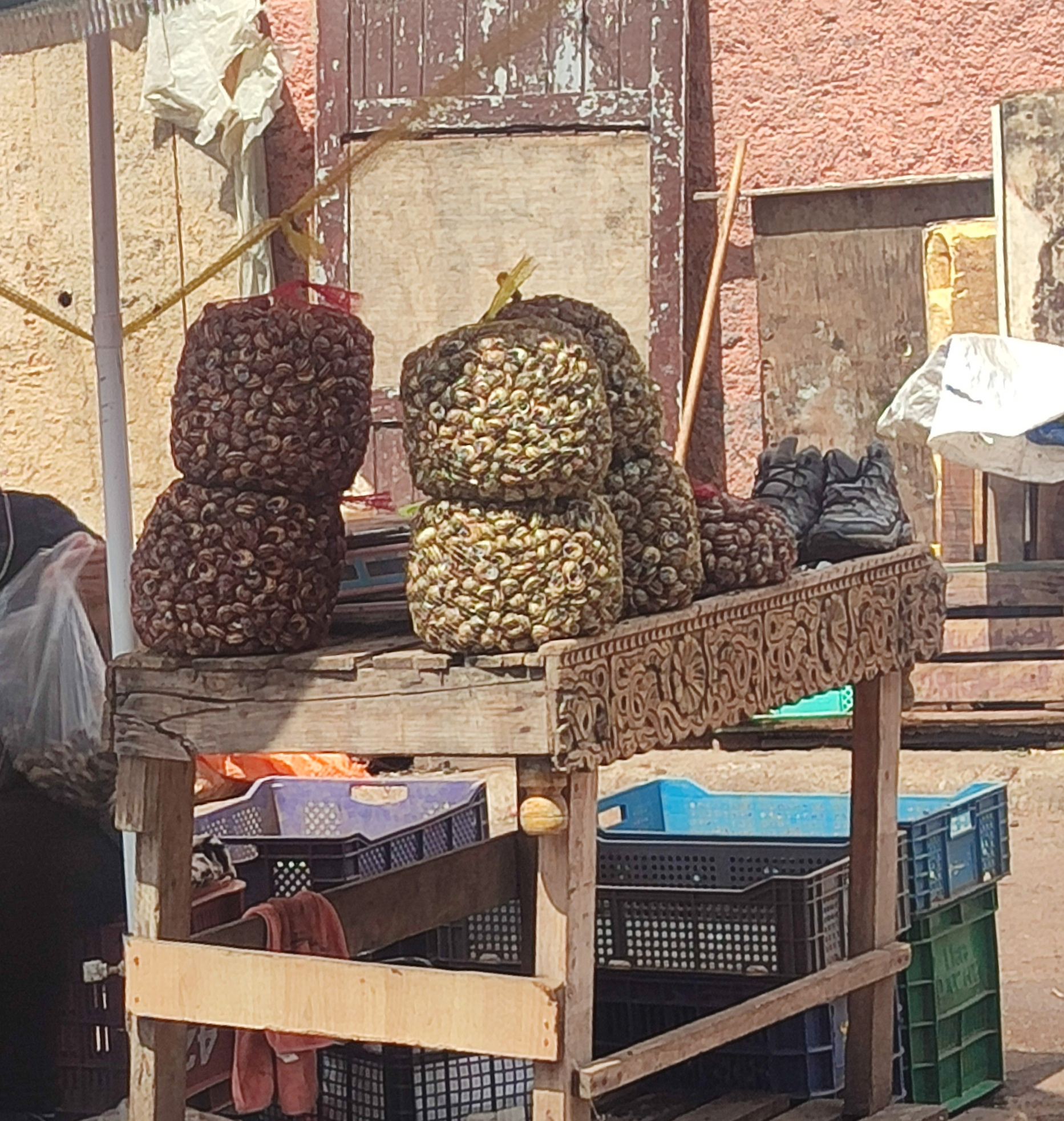
حلزون جاهز للطهي معروض للبيع بسوق جميعة بالدار البيضاء.

## الفوائد
يُعد الحلزون من الرخويات الغنية بالبروتينات والأملاح المعدنية، مثل الفوسفور والكالسيوم والمغنيسيوم، التي تساهم في الوقاية من جفاف الجسم وتعزيز امتصاص الماء. كما يحتوي على مادة الكولاجين، التي تُساعد في تجديد خلايا الجسم والحفاظ على مرونة الجلد والأنسجة. للاستفادة المثلى من هذه الفوائد، يُوصى بطهي الحلزون بطريقة صحية، وتفادي تعريضه لدرجات حرارة مفرطة قد تُفقده جزءًا من خصائصه الطبيعية. وتُعتبر الطريقة المغربية التقليدية في إعداد حساء الحلزون، المعزَّز بالأعشاب العطرية، فعالة في تعزيز خصائصه الصحية، حيث تُسهم هذه الأعشاب في تنشيط الدورة الدموية، مما ينعكس إيجابًا على صحة الجسم بشكل عام. ترتبط بعض الفوائد الصحية لحساء الحلزون بقدرته على الوقاية من نزلات البرد وتحسين الخصوبة، خصوصًا لدى الرجال، نظرًا لما تحدثه الأعشاب من تحفيز للدورة الدموية وزيادة حرارة الجسم، مما يساهم في تخفيف آلام المفاصل والتخلص من البلغم وتوسيع الشعب الهوائية.

## الآثار الجانبية
استهلاك الحلزون بكميات كبيرة قد يؤدي إلى ارتفاع ضغط الدم، وهو ما يُشكل خطرًا على الأشخاص المصابين بأمراض القلب أو ارتفاع الضغط. كما يُحذَّر من استهلاكه من طرف النساء المرضعات، لاحتمال تسببه في نزيف حاد، والنساء الحوامل، خاصة في المراحل الأخيرة من الحمل، إذ قد يؤدي إلى مضاعفات صحية خطيرة مثل ارتفاع ضغط الدم أو الإجهاض. وينبغي تجنّب استخدام أعشاب غير مألوفة في تحضيره، لما قد تُشكله من مخاطر على الكبد والكلى، خاصة عند الاستهلاك المتكرر أو العشوائي.